# Zeche Nepomuk
Die Zeche Nepomuk in Fröndenberg-Strickherdicke ist ein ehemaliges Steinkohlenbergwerk. Das Bergwerk war auch unter dem Namen Zeche Nepomuck bekannt.

## Geschichte
Bereits um das Jahr 1575 wurde auf dem Grubenfeld Abbau betrieben. Im Jahr 1737 wurde die Zeche das erste Mal namentlich genannt. Am 29. September 1770 wurde durch das Kloster Scheda in Wickede auf mehrere durch das Ardeyer Feld sowie durch Siepen und die Strickherder Heide durchstreichende Flöze Mutung eingelegt. Als Muter traten auf der Propst von Bönninghausen und der Capitular von Reusch. Die Muter begehrten ein Grubenfeld mit der Größe einer Fundgrube und 20 Maaßen. Bis zur Inaugenscheinnahme untersagte das Bergamt den Mutern jegliche Kohlenförderung. Am 10. April 1771 wurde die Mutung erweitert. Das Bergamt nahm die Mutung an. Sobald eine Kohlenbank entblößt worden war, sollte die Inaugenscheinnahme erfolgen. Erst dann sollte eine Konzession erteilt werden. Wenige Tage später erschien am 25. April der Sekretär des Prämonstratenserklosters Scheda beim Bergamt und gab an, dass bisher noch keine Schürfarbeiten durchgeführt werden konnten. Grund hierfür war, dass das Erdreich stark mit Wasser durchsetzt war. Außerdem waren zu diesem Zeitpunkt die Felder bereits mit Saatgut bestreut worden und die Schürfarbeiten hätten einen größeren Schaden verursacht. Noch im Laufe des Jahres wurden die Schürfarbeiten durchgeführt. Da bis zu diesem Zeitpunkt, seit der Eintragung in das Verleihbuch und das Berggegenbuch, noch keine Rezeßgelder gezahlt worden waren, lag das Bergwerk im königlichen Freien. Das Bergamt bestand weiterhin darauf, dass zunächst eine Kohlenbank entblößt werden müsse und die fälligen Rezeßgelder entrichtet werden müssten. Erst danach könne die Belehnung und die Vermessung beantragt und die Konzession erteilt werden. Am 12. November 1774 wurden der Förderschacht und ein 80 Meter östlich davon befindlicher alter Förderschacht vermessen. Das Grubenfeld hatte die Größe einer Fundgrube und 20 Maaßen. Etwa um das Jahr 1780 war die Zeche Nepomuk außer Betrieb.